# Якубово (Дубровенский район)
Яку́бово (бел. Якубава) — агрогородок в Дубровенском районе Витебской области Республики Беларусь. В составе Пироговского сельсовета.

## История
Упоминается в 1669 году в составе Дубровенской волости в Оршанском повете Великого Княжества Литовского.
Во время второй мировой войны в 1943 году в этой местности были организованы два немецких лагеря, в которых содержалось более 900 человек.
В настоящее время в городке имеется культурно-спортивный центр, сельская библиотека и фельдшерско-акушерский пункт.

## Население

### Численность
- 2019 год — 211 человек

### Динамика
- 1999 год — 195 человек
- 2010 год — 212 человек
- 2019 год — 211 человек